# Farriar
Farriar – miasto w Wenezueli, w stanie Yaracuy.